# 章培基
章培基（？—？），会稽人，是一名清朝政治人物。监生出身。
章培基曾于康熙四十六年（1707年）接替周元文任延平府知府一职，康熙四十九年（1710年）由任宗延接任。